# Omar Benamara
 (août 2015).
Si vous disposez d'ouvrages ou d'articles de référence ou si vous connaissez des sites web de qualité traitant du thème abordé ici, merci de compléter l'article en donnant les références utiles à sa vérifiabilité et en les liant à la section « Notes et références ».
Omar Benamara, né à Alger le 14 avril 1950, est un artiste lyrique (chanteur classique, basse/baryton d’opéra et de concerts), chanteur à l'opéra de Paris depuis 1994.

## Biographie
Omar Benamara est d'abord étudiant de l’Institut de musique d’Alger et cofondateur de la toute première chorale polyphonique de la capitale algérienne. En 1978, il est admis à l’Institut de musique liturgique de Paris, puis au Conservatoire national supérieur de musique et de danse de Paris.
En 1980, Omar Benamara est admis au Théâtre musical de Paris Châtelet, dans La Vie parisienne de Jacques Offenbach, tout en poursuivant ses études au Conservatoire. Il obtient cette même année le premier prix à l’unanimité avec les félicitations du jury au concours international de l’Union des Femmes Artistes Musiciennes à Paris, et un prix d’excellence au concours de La Scène Française.
À partir de 1981, il participe au TMP Châtelet, en qualité de soliste et de choriste aux fameuses saisons :
- Verdi : Attila, I masnadieri, Macbeth, Ernani, La traviata
- Rossini : Maometto II, La Cenerentola, L’Italienne à Alger
- Russes : La Khovantchina (Moussorgski ), Le Prince Igor (Borodine), Le coq d’or (Rimski Korsakov)
- Berlioz : Roméo et Juliette, le Requiem, La Damnation de Faust
- Strauss : La Femme sans ombre, Le chevalier à la rose
- A. Vivaldi : Orlando furioso
- Massenet : Le Cid
- J .Offenbach : Les Contes d'Hoffmann
- Mozart : La Flûte enchantée
- Alban Berg : Wozzeck
- L. Janacek : Katia Kabanova
- L. Dallapiccola : Il prigioniero
- Plus une série d’opérettes : La chauve souris, La veuve joyeuse, La fille de Madame Angot.

En 1982, il obtient le second prix du CNSM de Paris; puis, est engagé à l’Opéra Comique dans la Belle Hélène de J. Offenbach, Manon de Massenet, Les Puritains de Bellini, Robinson Crusoé de J. Offenbach, L’enfant et les sortilèges de M. Ravel, La flûte enchantée de Mozart et De la Maison des Morts de Léos Janàcek.
En 1983, il obtient un premier engagement à l’Opéra Garnier dans la création mondiale de Saint François d’Assise d’Olivier Messiaen.
À partir de 1984 et jusqu’en 1996, il est régulièrement engagé dans les opéras de Marseille, Nancy, Montpellier, Nice, Metz, Monaco, Théâtre du Rond- Point et Théâtre des Champs Elysées.
Parallèlement à sa carrière lyrique, Omar Benamara mène une carrière de chanteur de musique traditionnelle algérienne, dite arabo-andalouse.
En 1986, il chante le cycle de mélodies du Winterreise (voyage d’hiver) de Schubert au Festival de la Musique Classique à Alger.
En 1989, il participe à l’inauguration de l’Opéra Bastille dans « Les Troyens » de Berlioz.
En 1994, il interprète l'un des trois capitaines dans l'opéra Les Soldats de Bernd Alois Zimmermann à l'Opéra national de Paris.
En 1996, il est admis à l’unanimité du jury au concours d’entrée dans les chœurs de l’Opéra National de Paris, où il prendra part en qualité de choriste et de soliste à plus d’une centaine d’ouvrages dirigés par les plus prestigieux chefs d’orchestre et metteurs en scène internationaux. Ces ouvrages seront régulièrement repris et certains feront l’objet d’enregistrements et de films.
En 2003, à l’occasion de l’année culturelle de l’Algérie en France, il donne un concert de musique Algérienne : Noubet Ghrib (cantate arabo/andalouse), à l’Institut du Monde Arabe. Ce concert fera l’objet d’un CD IMA/Harmonia- Mundi.
En 2008, il fait partie de la tournée au Japon de l’Opéra National de Paris.
En 2012, il dirige les Chœurs de la Garde Républicaine Française et des chanteurs de l’Opéra, à l’Institut du Monde Arabe, dans l’Ode symphonique Le désert de Félicien David.
Il présente une nouvelle fois le cycle du Winterreise (Voyage d’hiver) de Schubert au Théâtre municipal de Fontainebleau dans le cadre du Festival de l’Histoire de l’Art. Puis, Dichterliebe (les amours du poète) de Schumann et les Mélodies de Don Quichotte de Ravel et Jacques Ibert, à Thomery et Deuil-la-Barre.
En 2013, il donne un récital de Lieder et de mélodies françaises à Thomery et à Paris. Cette même année, il enregistre Noubet Eddil avec son ensemble orchestral.
En 2014, il est à nouveau invité avec son ensemble instrumental à l'Institut du monde arabe, dans « les extases andalouses de la çanaa d’Alger ».